# Стожкова, Нина Викторовна
Ни́на Ви́кторовна Гро́зова — детская писательница, поэтесса, сценарист, автор детективных романов. Член Союза писателей России.

## Биография
Родилась в 1957 году в Москве.
Окончила факультет журналистики Московского государственного университета. Выпуск 1981 года.
Первые публикации — стихи в газете «Комсомольская правда» в 1974—1975 годах.
Работала обозревателем газеты «Московский комсомолец», редактором в детском журнале «Миша». Публиковала очерки в журнале "Советский Союз", сотрудничала с отделом публицистики этого журнала, который возглавлял А.И. Аджубей (зять Н.С. Хрущова), писала тексты к фотоочеркам Владимира Лагранжа, Анатолия Хрупова, Александра Земляниченко и других знаменитых фотохудожников.
С 2004 года — главный редактор журнала для детей 7-10 лет «Миша». Журнал издавался с 1983 по 2017 гг. В 1983-1991 выходил на 9 иностранных языках как приложение к журналу "Советский Союз", с 1992 года издавался на русском языке, распространялся по всей территории РФ. В журнале печатались известные писатели, поэты и художники Михаил Яснов, Андрей Усачев, Игорь Олейников, Виктор Лунин и др. .